# Javorina (1315 m)
Javorina (1315 m) – szczyt w zachodniej części Niżnych Tatr na Słowacji. Znajduje się w tzw. Ďumbierskich Tatrach (Ďumbierske Tatry) w Dolinie Lupczańskiej (Ľupčianska dolina). Wznosi się w północno-zachodnim grzbiecie Małego Chabeńca, który poprzez szczyty Mestská hora (1529 m) i Javorina opada do górnej części Doliny Lupczańskiej, oddzielając dolinę potoku Ľupčianki od jej dopływu – potoku Veľký Oružný potok. 
Javorina to słabo wyodrębniony szczyt o niewielkiej wybitności. Wznosi się po północnej stronie głównej grani Niżnych Tatr w obrębie Parku Narodowego Niżne Tatry. Jest niemal całkowicie porośnięta lasem świerkowym. W dolinie potoku Ľupčianka, naprzeciwko jej południowych podnóży (już na zboczach głównej grani) znajduje się osada Magurka należąca do miejscowości Partizánska Ľupča. Jest to najwyżej w całej Słowacji położona stale zamieszkała osada.
Przez Javorinę nie prowadzi żaden szlak turystyczny. Zielony szlak z Magurki na główną grań omija szczyt Javoriny, prowadząc zboczami Mestskej hory.